# Vanessa Zambotti
Vanessa Martina Zambotti Barreto (ur. 4 marca 1982 w Hidalgo del Parral) – meksykańska judoczka. Czterokrotna olimpijka. Zajęła dziewiąte miejsce w Pekinie 2008 i Rio de Janeiro 2016, siedemnaste w Londynie 2012 i odpadła w eliminacjach w Atenach 2004. Walczyła w kategorii +78 kg.
Zdobyła trzy medale na igrzyskach panamerykańskich, złoty w 2007. Siedemnaście razy stawała na podium mistrzostw panamerykańskich, na najwyższym stopniu w 2003. Zdobyła osiem medali na igrzyskach Ameryki Środkowej i Karaibów, w tym złoty w 2002 roku.

## Letnie Igrzyska Olimpijskie 2004
| Konkurencja | Walki                    | Walki                    | Klas. końcowa |
| Konkurencja | 1/16                     | 1/8                      | Miejsce       |
| ----------- | ------------------------ | ------------------------ | ------------- |
| +78 kg      | Cwetana Bożiłowа (BUL) W | Barbara Andolina (ITA) P | druga runda   |

## Letnie Igrzyska Olimpijskie 2008
| Konkurencja | Walki                 | Walki                | Walki                        | Klas. końcowa |
| Konkurencja | 1/16                  | 1/8                  | Repasaż                      | Miejsce       |
| ----------- | --------------------- | -------------------- | ---------------------------- | ------------- |
| +78 kg      | Karina Bryant (GBR) W | Maki Tsukada (JPN) P | Anne-Sophie Mondière (FRA) P | IX            |

## Letnie Igrzyska Olimpijskie 2012
| Konkurencja | Walki            | Klas. końcowa |
| Konkurencja | 1/16             | Miejsce       |
| ----------- | ---------------- | ------------- |
| +78 kg      | Tong Wen (CHN) P | XVII          |